# 1,3-二氟丙烷
1,3-二氟丙烷是一种有机氟化合物，化学式为C3H6F2。它可由1,3-丙二醇和二乙氨基三氟化硫存在下反应制得。在三(五氟苯基)硼催化下，它和三乙基硅烷反应，可以得到丙烷：
FCH2CH2CH2F + 2 (C2H5)3SiH → CH3CH2CH3 + 2 (C2H5)3SiF